# 伊豆美沙子
伊豆 美沙子（いず みさこ、1959年〈昭和34年〉1月21日 - ）は、日本の政治家。福岡県宗像市長（2期）。

## 来歴
福岡県宗像町（現・宗像市）出身。生家は1717年（享保2年）創業の蔵元の伊豆本店。伊東祐親の末裔と伝わる。宗像町立吉武小学校（現・宗像市立吉武小学校）、宗像町立城山中学校（現・宗像市立城山中学校）、福岡県立宗像高等学校、京都女子大学文学部国文学科卒業。会社員を経て、実家の伊豆本店に勤務。
1989年（平成元年）に設立された生涯学習組織「むなかた自由大学」に実行委員として参画。KBCラジオ（九州朝日放送）の番組『朝の色・いろ』でパーソナリティを務めた。
2011年（平成23年）、福岡県議会議員選挙に自由民主党公認で立候補し初当選。2015年（平成27年）、再選。
2018年（平成30年）3月14日、任期満了に伴う宗像市長選挙に立候補する意向を表明。同年4月22日投開票の市長選挙に自民党・公明党の推薦を得て立候補し、産業医科大学名誉教授の唐崎裕治、元市議の岩木久明らを破り、初当選した。投票率は37.34％で過去最低を記録した。県内で初めての女性市長となる。5月21日、市長就任。
2022年4月24日投開票の市長選挙で再選。